# Paracosmus rubicundus
Paracosmus rubicundus är en tvåvingeart som beskrevs av Axel Leonard Melander 1950. Paracosmus rubicundus ingår i släktet Paracosmus och familjen svävflugor. Inga underarter finns listade i Catalogue of Life.